# 中山信情
中山 信情（なかやま のぶもと、寛政7年（1795年） - 文政11年6月29日（1828年8月9日））は、常陸松岡藩の当主。常陸水戸藩附家老・中山家11代。
先代当主・中山信敬（水戸藩主徳川宗翰の九男）の三男。正室は松平保福（宗翰の八男）の娘（松平頼慎の養女）。子は娘（中山信守正室）。官位は従五位下、備後守、備前守、備中守。幼名、金之丞。通称は大膳。
文化8年（1811年）12月10日、従五位下・備後守に叙任される。その後、年月不詳ながら備前守に遷任、さらに備中守に改任された。文化9年（1812年）1月、藩主より2000石を与えられた。文政2年（1819年）10月、父の隠居により家督を相続して2万5000石を領して附家老となった。文政6年（1823年）6月、領地である磯原に異国船が出没し、信情も警備兵を派遣したが数日で立ち去った。信情はこの顛末を幕府に報告しているが、翌文政7年（1824年）5月にも異国船は出没し、この時にはイギリス人船員が中山家領地の大津村に上陸しており、再度対応に当たり報告書も幕府に提出した。文政8年（1825年）には附家老の家格向上運動であった八朔五節句の単独登城を実現した。文政11年（1828年）6月29日に病死した。男子がなく、水戸支藩の常陸府中藩から信守を養子に迎えて跡を継がせた。墓所は埼玉県飯能市の智観寺。

## 系譜
父母
- 中山信敬（父）
- 柳澤氏 - 側室（母）

正室
- 丞 - 松平保福の娘、松平頼慎の養女

子女
- 色 - 中山信守正室
- 栄太郎（長男）

養子
- 中山信守 - 松平頼説の次男